# Matthias Kern (Mediziner)

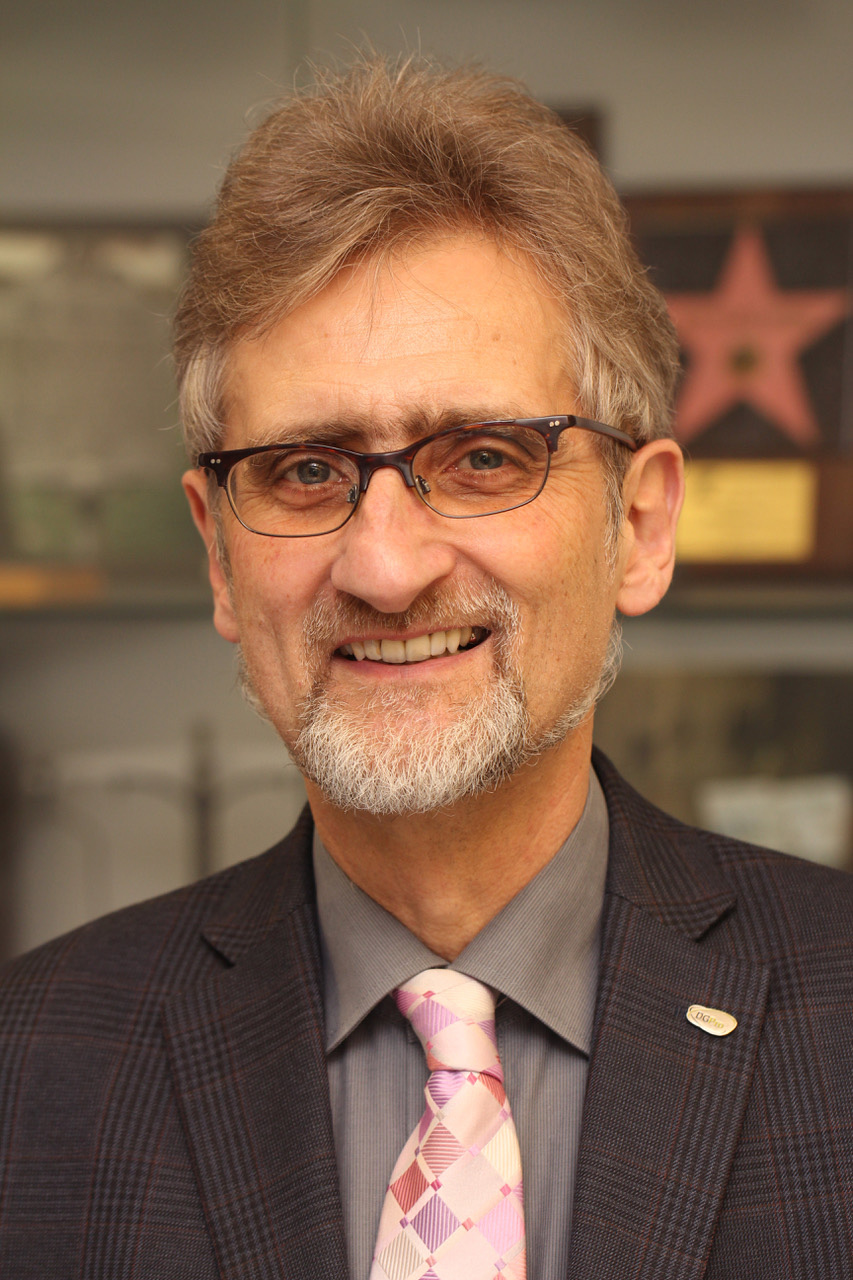
Matthias Kern (2017)

Matthias Kern (* 11. Juli 1958 in Obergrenzebach; † 16. April 2025) war ein deutscher Zahnmediziner und Universitätsprofessor. Von 1998 bis 2024 war Kern Direktor der Klinik für Zahnärztliche Prothetik, Propädeutik und Werkstoffkunde am Universitätsklinikum Schleswig-Holstein, Campus Kiel. Kerns Hauptarbeitsgebiete waren festsitzender und partieller Zahnersatz, Adhäsivprothetik, vollkeramische Restaurationen und Materialkunde. Bekanntheit erlangte Kern mit der Entwicklung der einflügeligen Adhäsivbrücke sowie als Verfechter des einzelnen mittigen Zahnimplantats zur Fixierung einer Vollprothese im zahnlosen Unterkiefer.

## Leben
Matthias Kern wurde 1958 in Obergrenzebach, Hessen (Schwalm) geboren. Seine Eltern sind Karl-Heinz und Ruth Kern, geborene Petri. Kern hatte vier Geschwister. Er wuchs in Schwalmstadt-Ziegenhain auf, wo er die Grundschule besuchte. Danach besuchte Kern das Gymnasium im 5 km entfernten Steinatal, wo er 1977 das Abitur ablegte.
Von 1980 bis 1985 absolvierte Kern ein Studium der Zahnheilkunde an der Albert-Ludwigs-Universität Freiburg. 1985 erhielt er die zahnärztliche Approbation. Er war von 1985 bis 1989 Assistent an der Prothetischen Abteilung der Universitäts-Zahnklinik Freiburg. 1987 erfolgte seine Promotion zum Dr. med. dent. 1989 erhielt er eine Ernennung zum Akademischen Rat. 1991–1993 folgte ein Forschungsaufenthalt an der University of Maryland, Baltimore County (Stipendium der Deutschen Forschungsgemeinschaft). 1995 erfolgte die Habilitation, und Lehrbefugnis (Venia legendi) für das Fach Zahn-, Mund- und Kieferheilkunde (ZMK), sowie die Ernennung zum Akademischen Direktor und Bestellung zum Leitenden Oberarzt der Prothetischen Abteilung der Universitäts-Zahnklinik Freiburg. 1997 erhielt er einen Ruf auf die C4-Professur für Zahnärztliche Prothetik, Propädeutik und Werkstoffkunde an der Christian-Albrechts-Universität zu Kiel, wo er kommissarischer Direktor ab Okt 1997 wurde. 1998 erhielt er eine Ernennung zum Universitätsprofessor und Bestellung zum Direktor der Klinik für Zahnärztliche Prothetik, Propädeutik und Werkstoffkunde, die er über 27 Jahre bis September 2024 leitete. Ab Oktober 2024 war er als Universitätsprofessor im Ruhestand, war aber in einer Zahnarztpraxis in Kiel weiter privatzahnärztlich tätig. Von 2002 bis 2011 war er Studiendekan Zahnmedizin an der Christian-Albrechts-Universität zu Kiel.
Kern war in zweiter Ehe verheiratet und Vater von fünf Kindern.

## Mitgliedschaften
- 2000–2001: Mitglied im Direktorium der Akademie Praxis und Wissenschaft (APW) der Deutschen Gesellschaft für Zahn-, Mund- und Kieferheilkunde (DGZMK)
- 2004–2024: Vorsitzender der Schleswig-Holsteinischen Gesellschaft für Zahn-, Mund- und Kieferheilkunde (SHGZMK)
- 2006–2008 und ab 2021: Mitglied des Beirates der Vereinigung der Hochschullehrer in der Zahn-, Mund- und Kieferheilkunde (VHZMK)
- 2008–2012: Vizepräsident der Deutschen Gesellschaft für Prothetische Zahnmedizin und Biomaterialien (DGPro)
- 2012–2016: Präsident der Deutschen Gesellschaft für Prothetische Zahnmedizin und Biomaterialien (DGPro)
- 2018–2019: President of the Prosthodontics Group of the International Association for Dental Research

## Auszeichnungen
- 2011: 44. Schweizer Research Awards der Greater New York Academy of Prosthodontics (GNYAP)[2]
- 2020: Research in Prosthodontics and Implants Award der International Association for Dental Research (IADR)[3]
- 2024: Ehrenmitgliedschaft der DGPro[4]
- 2024: Ehrennadel der deutschen Zahnärzteschaft
- 2025: Ehrenmitgliedschaft der SHGZMK[5]

## Tätigkeiten in wissenschaftlichen Fachzeitschriften
- Mitglied der Fachredaktion der Zeitschrift Quintessenz (1989–2024)
- Mitglied der Fachredaktion der Zeitschrift Implantologie (2004–2024)
- Fachbeirat bei
  - Ästhetische Zahnmedizin (ab 2004)
  - Clinical Oral Investigations (1997–2020)
  - Deutsche Zahnärztliche Zeitschrift (ab 1998)
  - European Journal of Oral Implantology (2008–2019)
  - International Journal of Prosthodontics (ab 1999)
  - Journal of Adhesive Dentistry (ab 1999)
  - Journal of Dental Research (2002–2004)
  - Journal of Prosthodontics (ab 2011)
  - Materials (ab 2019)
  - Quintessence International (ab 2005)
  - Journal of Esthetic & Restaurative Dentistry (ab 2020)

## Publikationen
Matthias Kern veröffentlichte mehr als 500 wissenschaftliche Arbeiten, mehrere Buchbeiträge und 4 Bücher.
Bücher
- Adhäsivbrücken: Minimalinvasiv – ästhetisch – bewährt. 2. Auflage. Quintessenz Verlag, 2018, ISBN 978-3-86867-412-5.
- RBFDPs: Resin-Bonded Fixed Dental Prostheses. 1. Auflage. Quintessence Publ., 2017, ISBN 978-1-78698-020-5.
- M. Kern, S. Wolfart, G. Heydecke, S. Witkowski, J. C. Türp, J. R. Strub: Curriculum Prothetik. 5. Auflage. Bände 1–3. Quintessenz Verlag, 2022, ISBN 978-3-86867-572-6
- M. Kern, F. Beuer, M.O. Ahlers, F. Beuer, D. Edelhoff, R. Frankenberger, P. Giertmühlen, J.F. Güth, R.J. Kohal, B. Reiss, M. Rosentritt: Vollkeramische Therapiekonzepte. 1. Auflage. AG Keramik. 2023, ISBN 978-3-9817012-4-1.

## TV- und Radiosendungen
- Zahnersatz: Implantate nicht immer die beste Alternative. NDR-Fernsehen, VISITE. 12. Dezember 2017 um 20:15 Uhr
- Welche Zahnbehandlung ist sinnvoll? NDR-Info (Radio), REDEZEIT. 12. Dezember 2017 um 21:05 Uhr
- Zahnersatz: Klebeprothese statt Krone. NDR-Fernsehen, VISITE. 11. November 2014 um 20:15 Uhr
- Klebeprothese: Sparen beim Zahnersatz. NDR-Fernsehen, VISITE. 4. Oktober 2016 um 20:15 Uhr